# グッド・タイム (映画)
『グッド・タイム』（Good Time）は、2017年のアメリカ合衆国の犯罪ドラマ映画。『神様なんかくそくらえ』のサフディ兄弟が監督で、弟のベニー・サフディが俳優も務めている。ロバート・パティンソンがこれまでのイメージを一新し、ニューヨークで悪行を重ねる男を演じて話題となった。

## あらすじ
ニック（ベニー・サフディ）は知的障害の持ち主で、祖母に言いつけられて精神科医からカウンセリングをされている。しかしそこに彼の兄であるコニー（ロバート・パティンソン）が現れ、彼を無理矢理連れ出していく。
その直後、コニーはニックとともに銀行強盗をし、二人で暮らす牧場を買う資金を貯めようとする。最下層の犯罪者であるコニーにとって、ニックに自信をつけさせる方法は犯罪しか思いつかなかった。強盗には成功するが、トラブルによりニックは逮捕され、留置所内で喧嘩をして怪我をする。
恋人のコリー（ジェニファー・ジェイソン・リー）から保釈金を調達するのに失敗したコニーは警察が監視をする病院に潜入し、拘束されていた男を連れ出すことに成功する。しかし、連れ出した男はニックではなかった。
男はレイ（バディ・デュレス）といって、刑務所から出所後、仲間からLSDの取引に呼ばれトラブルになり病院に拘束されていたのだという。コニーは取引場所の遊園地に金があると見て一緒に見つけ、金を分ける条件でレイや自分を匿った少女クリスタル（タリア・ウェブスター）とともに遊園地にたどり着く。彼等は金の代わりにLSDを発見するが、その際クリスタルが警察に補導されてしまう。
LSDを見つけた後、レイがニックはコニーの助けなど不要であると暗に伝えると、苛立ったコニーはレイと口論。その後レイの仲間が現れるが、コニーは大金を一度に渡すよう要求してきたため、しびれを切らしたレイは仲間と相談し、無理矢理LSDを奪うことを決意する。
しかしそこに警察が現れ、コニーはあっけなく捕まった。レイはあわてて逃亡しようとするが、転落死してしまう。コニーはパトカーで連行される最中それを目の当たりにし、お互いに利用していただけとはいえ自分に協力した男の死に複雑な表情を浮かべる。
一方釈放され、障害者向けの施設に入所したニックは、セラピーの中で職員の「家族に問題がある人」といった質問に反応していた。

## キャスト
※括弧内は日本語吹替
- コンスタンティン・“コニー”・ニカス - ロバート・パティンソン

ニックの兄でコリーの恋人。ニックと共に銀行強盗をする。
- ニコラス・“ニック”・ニカス - ベニー・サフディ

コニーの知的障害の弟。
- レイ - バディ・デュレス

仮釈放中の男。
- クリスタル - タリア・ウェブスター（前田玲奈[1]）

16歳の少女。コニーに命令され、手助けをする。
- コリー・エルマン - ジェニファー・ジェイソン・リー（高橋春香）

コニーの恋人。
- ダッシュ - バーカッド・アブディ

遊園地の警備員。
- カリーフ - ネクロ（高野智哉）

レイの犯罪仲間。
- ピーター - ピーター・ヴァービー（御子神孝次）

ニックの精神科医。
- アガピア・ニカス - Saida Mansoor

コニーとニックの祖母。
- アニー - Gladys Mathon

クリスタルの祖母。
- ローレン・エルマン - ローズ・グレゴリオ

コリーの母親。
- エリック - エリック・ペイカート（西山慎哉）

保釈保証業者。

## 公開
2016年10月に出資企業であるA24が配給し. 、2017年5月25日にカンヌ国際映画祭に出品された。

## 評価
レビューサイトRotten Tomatoesでは、203件のレビューで支持率は92%。平均点は7.6だった。
カンヌ国際映画祭では監督のサフディ兄弟がパルム・ドールにノミネートされたほか、ロバート・パティンソンの演技も評価されており、「キャリア史上最高」という評価を得ていた。

## リンク
- グッド・タイム - IMDb（英語）
- グッド・タイム - Box Office Mojo（英語）
- グッド・タイム - Metacritic（英語）
- グッド・タイム - Rotten Tomatoes（英語）